# Потопальский Георгій Олександрович
Потопальський Георгій Олександрович (мистецький псевдонім Ujif_notfound, нар. 8 травня 1986, Москва) — український медіа артист, електронний музикант, композитор та виконавець російського походження. Засновник проекту Ujif Notfound, школи медіа-арту BLCK BOX та арт-простору KONTRAPUNKT. Учасник колективів ЦеШо співпрацював з формаціями Ухо, NOVA OPERA, Opera Aperta.

## Життєпис

### 1986—1998
Народився в Москві, навчався в школі номер 1080 з підвищеним рівнем викладання фізики та математики.

### 1998—2006
Вступає до інституту МИРЭА, який залишає на 4-му курсі через безглузду освітню систему. Паралельно починає грати в гурті Grin Fandango, який спеціалізувався на стилях Rap core, funk core, alternative, та виступав у московських клубах Ю-ту, Р-клуб, Свалка, тощо. З 2004 року починає цікавитися синтезом звуку, нетрадиційними підходами до створення та відтворення музики, експериментальною та імпровізаційною музикою. З 2004 року як митець та громадянин починає активно висловлювати свою негативну позицію щодо інтенсивної розбудови в Росії поліцейського режиму та повернення до владних структур принципів та традицій КДБ.

### 2006—2013
У 2006 році Георгій переїхав з Москви до Києва через свою активну про демократичну та про європейську громадянську позицію, та неможливість існування в Росії в умовах повернення тоталітарного режиму. Починає працювати та створювати музику в програмному середовищі MAX/MSP. Через кілька років стає одним із провідних фахівців та артистів України в цій галузі. У 2007 році започаткував авторський проект Ujif Notfound. З того часу і дотепер співпрацює з багатьма українськими та закордонними митцями як медіа-артист і програміст. Член Асоціації електроакустичної музики України при Національній Спілці композиторів України (з 2010 р.). Бере участь у багатьох фестивалях на території України, дистанційно — по всьому світу. Представляє Україну на концертах Міжнародної конфедерації електроакустичної музики CIME у Китаї, США, Польщі, Австрії та ін. Принципово не бере участі в жодних мистецьких акціях у Росії. У 2012 році засновує мистецький простір Efir. Створює ряд аудіо-візуальних інсталяцій для компанії INTEL Ukraine 2013.
Паралельно (2006—2012 рр) займається розвитком сноубордингу в Україні (сайт snowboard.com.ua, щорічний фестиваль сноубордичного кіно, організація змагань).

### 2014—2021
У 2014 році у дворику на вулиці Іллінська створює простір експериментального мистецтва Контрапункт — майданчик для проведення концертів сучасної української музики актуальних жанрів: експериментальної, авангардної, електроакустичної, нової академічної музики, фестивалів: «ЕМ-візія», «Електроакустика», «16+». У 2015 р. заснував першу українську постійну школу New Media Art (BLCK BOX). В рамках навчальної програми розробив авторський курс з музичного програмування для композиторів. З 2016 року починає працювати з масштабними оперними проектами.
К грудні 2016 року — постановка електроакустичної опери «Лімб» Стефано Джервазоні в Національній опері України (музична формація УХО).
Влітку 2017 року на запрошення композиторів Романа Григоріва та Іллі Разумейко долучається до проекту NOVA OPERA, та реалізує електронну частину таких опер як Опера-балет ARK (реж. Влад Троїцький), Trap-opera Wozzeck (на лібрето та за участі Юрія Іздрика), футуристична опера AEROPHONIA та опера-антиутопія GAZ (реж. Вірляна Ткач).
Також у 2017 році реалізує музично-світлове шоу відреставрованих фонтанів на Майдані Незалежності (на замовлення Київської міської державної адміністрації розробив систему управління та ПЗ для написання сценаріїв, яка успішно пройшла апробацію та буде використовуватися в майбутньому в роботі київських фонтанів), та інсталяцію для фестивалю світла KievLightFest 2017.
У 2020 році як електронний музикант (лайв-електроніка / електронна музика) бере участь в опері Chornobyldorf.
Бере активну участь у розробці [Архівовано 12 грудня 2021 у Wayback Machine.] та створенні міжнародного проекту Pandemic Media Space.
У вересні 2021-го року бере участь у розробці та виконанні електронної партії опери "Вишиваний" композиторки Алли Загайкевич, прем'єра якої відбулася 1 жовтня 2021 року в Харківському оперному театрі.
У жовтні 2021-го року бере участь у створенні та постановці OPERA LINGUA композиторів Романа Григоріва та Іллі Разумейка, прем'єра якої відбулася 30 жовтня 2021 року в Національній Бібліотеці України імені Вернадського.
.

## Співпраця з митцями та інституціями
Співпрацює з продюсерами: Дмитром Федоренком (засновник лейблу і фестивалю KVITNU http://kvitnu.com/), Андрієм Кириченком (засновник лейблу і фестивалю NEXTSOUND). Активно співпрацює з композиторкою Аллою Загайкевич, є постійним учасником фестивалів Національної спілки композиторів України та проектів електронної музики (проекти EM-VISIA і Електроакустика). Протягом двох років був викладачем на громадських засадах факультативних курсів з музичного програмування у Національній музичній академії України (кафедра композиції та музично-інформаційних технологій).
Як український медіа-художник брав участь у виставках на запрошення багатьох мистецьких інституцій України. Серед них: Національний художній музей України, Мистецький Арсенал, CSM / Фундація Центр Сучасного Мистецтва, Інститут проблем сучасного мистецтва, PinchukArtCentre, Щербенко арт-центр, Карась gallery та ін.
Постійно бере участь в українських фестивалях сучасного мистецтва за підтримки Міністерства культури України: Дніпро -«Конструкція», Івано-Франківськ — «Porto Franko», Львів — «Тетраматика», Харків- «Акумулятор» та ін. Співпрацював із такими митцями як: Марек Холоневський (Краків, Польща), Елізабет Шимана (Відень, Австрія), Ганс Тиман (Нью-Йорк, США), Алла Загайкевич (Київ, Україна) та ін.

## Дискографія
- Hypogonadism : ISHALLSINGUNTILMYLANDISFREE UKRAINIAN EXPERIMENTAL MUSIC LABEL
- PROCESS - Catalogue # : KVITNU 64 [Архівовано 27 квітня 2020 у Wayback Machine.]
- Electroacoustic Works of Ukrainian Composers 1964 - 2017
- [pre][code] - Catalogue # : KVITNU 41 [Архівовано 8 березня 2019 у Wayback Machine.]
- aneuch - cat: ton015 # : electroton
- v/a “Myths & Masks” - Catalogue # : KVITNU 18 [Архівовано 12 травня 2020 у Wayback Machine.]
- Below The Radar Special Edition: Zikro [Архівовано 7 грудня 2018 у Wayback Machine.] - Advanced Music From Ukraine - compiled for The Wire